# Libro de los muertos

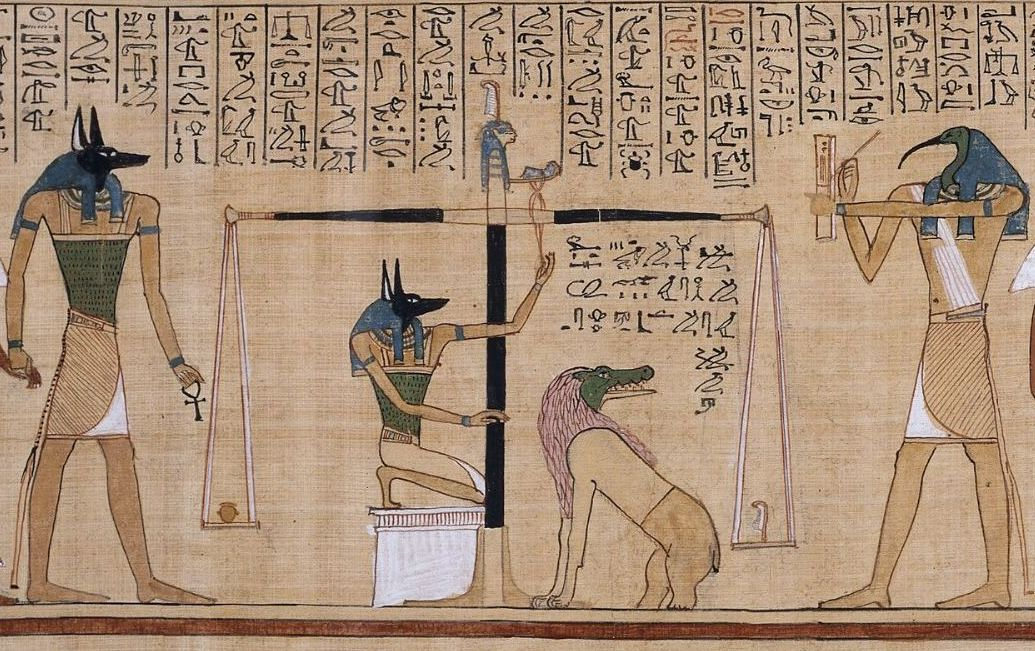
El Juicio de Osiris representado en el Papiro de Hunefer (ca. 1275 a. C.). Anubis, con cabeza de chacal, pesa el corazón del escriba Hunefer contra la pluma de la verdad en la balanza de Maat. Tot, con cabeza de ibis, anota el resultado. Si su corazón es más ligero que la pluma, a Hunefer se le permite pasar a la otra vida. Si no es así, es devorado por la expectante criatura quimérica Ammyt, compuesta por partes de cocodrilo, león e hipopótamo. Viñetas como esta eran muy comunes en los libros de los muertos egipcios.

El Libro de los muertos es el nombre moderno de un texto funerario del Antiguo Egipto. Empezó a utilizarse en el comienzo del Imperio nuevo (hacia el 1540 a. C.) y se mantuvo en uso hasta alrededor del 60 a. C., ya en el período helenístico de Egipto.
El Libro de los muertos forma parte de una tradición de textos funerarios iniciada por los más antiguos textos de las pirámides y textos de los sarcófagos, que se inscribían sobre muros de tumbas o en los féretros, y no sobre papiros.  
El nombre egipcio original para el texto, transliterado rw nw prt m hrw, es convencionalmente traducido por los egiptólogos como ‘libro de la salida al día’, o ‘libro de la emergencia a la luz’.
El texto consistía en una serie de sortilegios mágicos destinados a ayudar a los difuntos a superar el juicio de Osiris, asistirlos en su viaje a través del inframundo (la Duat) y viajar al paraíso (Aaru) en la otra vida.
Algunos de los sortilegios del Libro de los muertos fueron extraídos de los antiguos textos de las pirámides y textos de los sarcófagos y datan del III milenio a. C., mientras que otras fórmulas mágicas fueron compuestas más tarde en la historia egipcia y datan del Tercer período intermedio (siglos XI-VII a. C.), entre el Imperio medio y el Período tardío.
Algunos de los capítulos que componían el libro se siguieron inscribiendo en paredes de tumbas y sarcófagos, tal y como habían sido los sortilegios desde su origen. El Libro de los muertos se introducía en el sarcófago o en la cámara sepulcral del fallecido.
No existía un único y canónico Libro de los muertos. Los papiros supervivientes contienen una variada selección de textos religiosos y mágicos y difieren notablemente en sus ilustraciones. Algunas personas encargaban sus propias copias del libro, tal vez con una selección de los sortilegios que consideraban más importantes para su propia progresión en la otra vida.
El Libro de los muertos fue comúnmente escrito sobre rollos de papiro con jeroglíficos o escritura hierática, y a menudo ilustrado con viñetas que representan al difunto y su viaje al más allá.
| D21 · Z1 · M33 | W24 · Z1 | O1 · D21 | X1 · D54 | G17 | O4 · D21 | G43 | N5 · Z1 |

| D21 · Z1 · M33 | W24 · Z1 | O1 · D21 | X1 · D54 | G17 | O4 · D21 | G43 | N5 · Z1 |

## Origen y formación

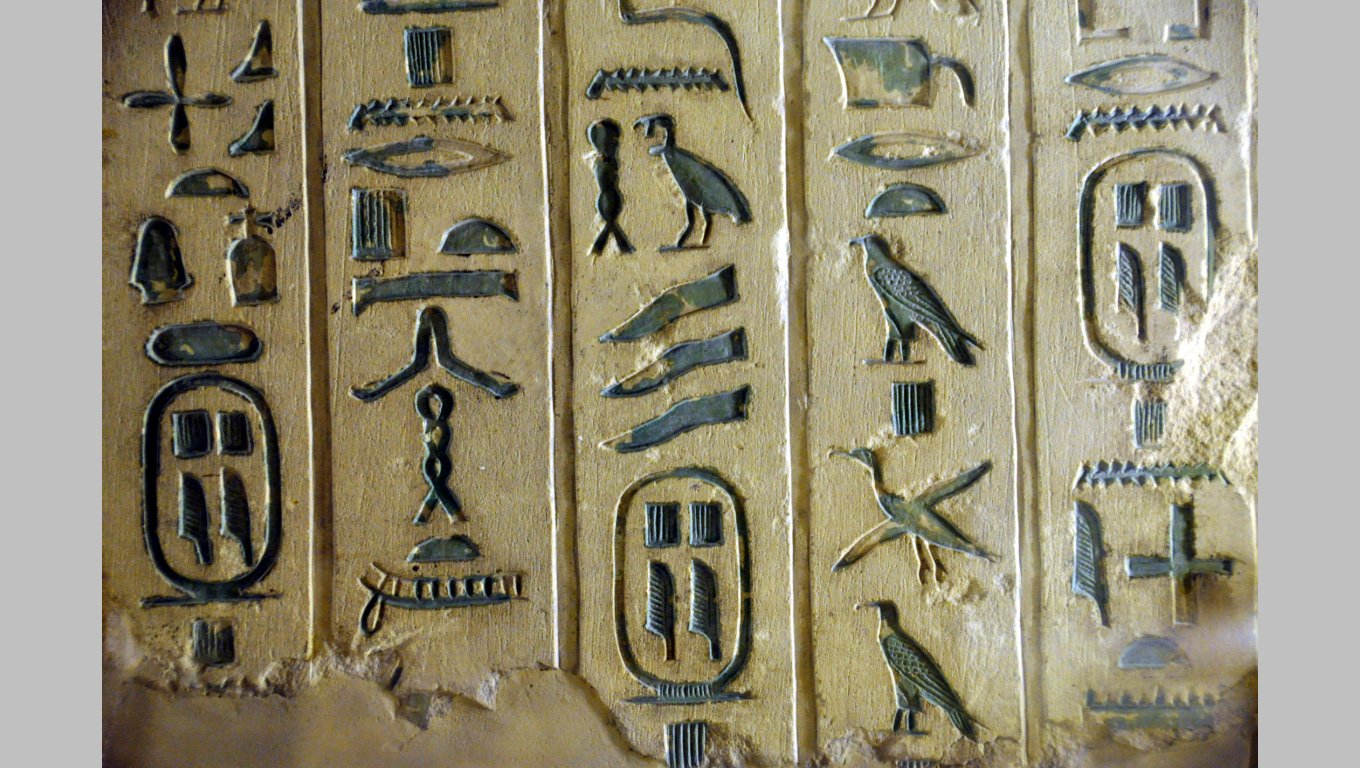
Textos de las Pirámides para el faraón Pepy I, procedentes de su pirámide en Saqqara y hoy en el Museo Petrie de Londres.

El Libro de los muertos se desarrolló como parte de una tradición de manuscritos funerarios que datan del Imperio Antiguo (c. 2686-2181 a. C.). Los primeros textos funerarios fueron los Textos de las Pirámides, usados por primera vez en la pirámide de Unis, el último faraón de la dinastía V, hacia el 2400 a. C.
Estos textos se grababan en las paredes de las cámaras sepulcrales del interior de las pirámides y eran para uso exclusivo del faraón y, a partir de la dinastía VI, también de su consorte. Los Textos de las Pirámides se escribieron en un estilo de jeroglíficos poco usual, pues muchos de los ideogramas que representan humanos y animales se dejaron incompletos o se dibujaron con mutilaciones, muy probablemente para evitar causar cualquier daño al faraón muerto. El propósito de los Textos de las Pirámides era ayudar al faraón fallecido a ocupar su lugar entre los dioses, en particular a reunirse con su padre divino Ra. En este temprano período de la historia egipcia, el más allá se situaba en el cielo, en lugar del inframundo descrito en el Libro de los muertos. Hacia el final del Imperio Antiguo los Textos de las Pirámides dejaron de ser un privilegio exclusivamente real y fueron adoptados por los gobernadores regionales y otros funcionarios de alto rango.
En el Imperio medio surgió un nuevo tipo de texto funerario, los Textos de los sarcófagos, que usaban una nueva versión del lenguaje, nuevos sortilegios y, por primera vez, ilustraciones. Los Textos de los sarcófagos se inscribieron comúnmente en las caras internas de los féretros, aunque ocasionalmente se han hallado en las paredes de las tumbas o en papiros.
Estos textos estaban a disposición de particulares adinerados, con lo que así aumentó enormemente el número de personas que podían esperar tener otra vida en el más allá. Este proceso ha sido descrito como «la democratización del más allá».
El Libro de los muertos se desarrolló inicialmente en la ciudad de Tebas hacia comienzos del Segundo período intermedio, alrededor del 1650 a. C. La primera aparición conocida de los hechizos contenidos en este libro son los textos del sarcófago de la reina Montuhotep, de la dinastía XVI, en el que los nuevos salmos fueron incluidos junto con pasajes más antiguos de los Textos de las Pirámides y los Textos de los sarcófagos. Algunos de los hechizos introducidos en este momento parecen tener un origen anterior, caso de la rúbrica para el sortilegio 30B, que afirma que fue descubierta por el príncipe Dyedefhor durante el reinado de Micerino, muchos cientos de años antes de lo que atestigua el registro arqueológico.
Hacia la dinastía XVII el Libro de los muertos se había extendido no solo para los miembros de la familia real, sino también para otros cortesanos y funcionarios. En esta etapa los sortilegios se inscribían comúnmente sobre los sudarios de lino en los que eran envueltos los difuntos, y en ocasiones también han sido hallados sobre sarcófagos y papiros.
Durante el Imperio nuevo se desarrolló y expandió considerablemente el uso del Libro de los muertos. El famoso capítulo 125, el "Pesaje del corazón", aparece por vez primera en los reinados de Hatshepsut y Tutmosis III, c. 1475 a. C. A partir de este período, el Libro de los muertos se escribió normalmente en un rollo de papiro y el texto se ilustró con viñetas. Durante la dinastía XIX en particular las viñetas se hicieron de gran riqueza, con preeminencia sobre el texto. En el Tercer período intermedio el Libro de los muertos comenzó a aparecer en escritura hierática además de en los tradicionales jeroglíficos. Los rollos hieráticos fueron una versión más barata, producidos en papiros más pequeños y con solo una pequeña viñeta en principio. En la misma época muchos enterramientos usaban otros textos funerarios, como el Libro del Amduat.
Durante las dinastías XXV y XXVI el Libro de los muertos se actualizó, revisó y estandarizó. Los sortilegios fueron ordenados y numerados por primera vez, dando lugar a la versión que hoy llamamos «Recensión saíta» por la Dinastía Saíta. En el Período tardío y el Ptolemaico el Libro de los muertos se mantuvo sobre la base de esta revisión, aunque cada vez más abreviada hacia el final del período Ptolemaico. Aparecieron nuevos textos funerarios, como los Libros de las Respiraciones o el Libro del Recorrido de la Eternidad. El Libro de los muertos se dejó de usar en el siglo I a. C., aunque algunos vestigios artísticos inspirados por este indican que se siguió usando en época romana.

## Sortilegios

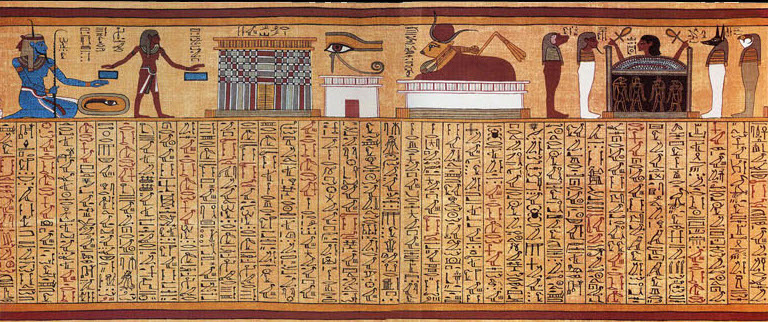
El místico Sortilegio 17, del Papiro de Ani. La viñeta superior ilustra, de izquierda a derecha, al dios Heh como una representación del mar, una puerta de entrada al reino de Osiris, el Ojo de Horus, la vaca celestial Mehet-Weret y una cabeza humana emergiendo de un féretro custodiado por los cuatro Hijos de Horus.

El Libro de los muertos se compone de una serie de textos individuales acompañados de ilustraciones. La mayoría de sus capítulos comienzan con la palabra ro, que puede significar boca, habla, un capítulo de libro, pronunciación o sortilegio. Esta ambigüedad refleja la similitud de pensamiento en egipcio entre el discurso ritual y el poder mágico. En el contexto del Libro de los muertos se suele traducir como «capítulo» o «sortilegio», y de ambas maneras serán referidos aquí.
En la actualidad se conocen 192 sortilegios, aunque ningún manuscrito individual los contiene todos. Sirven a una gran cantidad de propósitos. Algunos están destinados a dar al fallecido conocimientos místicos en el más allá, o identificarlos a ellos con los dioses, caso del sortilegio 17, una oscura y larga descripción del dios Atum. Otros son encantos para garantizar que las diferentes partes de un fallecido sean preservadas y reunidas, o también para otorgar al muerto el control sobre el mundo que le rodea. Algunos protegen al difunto de fuerzas hostiles o lo guían a través de los obstáculos del inframundo. Los más famosos son los capítulos referidos al juicio de Osiris en el ritual del "Pesaje del corazón".
Los textos y las imágenes del Libro de los muertos eran tanto mágicos como religiosos. La magia era una actividad tan legítima como el rezo a los dioses, aun cuando la magia estaba dirigida a influir en los propios dioses. De hecho, para los antiguos egipcios hay poca diferencia entre las prácticas mágicas y religiosas. El concepto de magia, heka, estaba íntimamente ligado a la palabra escrita y hablada, por lo que el acto de pronunciar un ritual era una acción de creación; la acción y la pronunciación se consideraban lo mismo.
El poder mágico de las palabras se extendió a las palabras escritas. Los egipcios creían que los jeroglíficos eran un invento del dios Tot y gozaban de poder, pues también transmitían toda la fuerza de un sortilegio.
Esto era efectivo incluso cuando el texto se acortaba u omitía, como ocurre en los rollos tardíos del Libro de los muertos y en los que las imágenes gozaban de mayor protagonismo.
Los egipcios también creían que conocer el nombre de algo les daba poder sobre ello, por lo que el Libro de los muertos dotaba a su propietario de los nombres místicos de muchas de las entidades que se encontraría en el más allá y de poder sobre ellas.
Los sortilegios del Libro de los muertos hacen uso de varias técnicas mágicas que también podían ser usadas en otras áreas de la vida egipcia. Algunos son para amuletos mágicos que podían proteger a los muertos de cualquier daño. Además de ser representados en los papiros del Libro de los muertos, estos sortilegios han aparecido en amuletos envueltos junto con la momia.
La magia diaria hacía uso de un gran número de amuletos. Diferentes artículos que estaban en contacto directo con el cadáver en la tumba, como el soporte de la cabeza, también tenían valor de amuleto.
Otros sortilegios también se refieren a las creencias egipcias sobre el poder mágico y curativo de la saliva.

### Organización
Casi todos los ejemplares del Libro de los muertos eran únicos, pues contenían una selección distinta de sortilegios de todo el corpus de textos disponible. Durante la mayor parte de su historia el libro no tuvo orden o estructura definida.
De hecho, desde el temprano estudio de Paul Barguet de 1967 sobre los temas comunes entre los diferentes textos, los egiptólogos concluyeron que no había ninguna estructura interna.
Fue solo desde el Período Saíta (la dinastía XXVI) en adelante cuando se dotó al libro de organización.
Los Libros de los muertos de la época Saíta tienden a organizar los capítulos en cuatro secciones:
- Capítulos 1-16 El difunto entra en la tumba, desciende a los infiernos y el cuerpo recupera el movimiento y el habla.

- Capítulos 17-63 Explicación del origen mítico de los dioses y los lugares, los fallecidos son obligados a vivir de nuevo a fin de que puedan surgir, nacer, con el sol de la mañana.

- Capítulos 64-129 Los fallecidos viajan a través del cielo en el arca solar como uno de los muertos benditos. Por la noche descienden al inframundo para presentarse ante Osiris.

- Capítulos 130-189 Tras haber sido reivindicado, el fallecido asume poder en el universo como uno de los dioses. Esta parte también incluye diversos capítulos sobre amuletos protectores, provisión de comida y lugares importantes.[22]

## Conceptos egipcios de la muerte y el más allá
Los sortilegios del Libro de los muertos reflejan las creencias egipcias sobre la naturaleza de la muerte y el más allá, por lo que es una fuente vital de información acerca de las creencias egipcias sobre esta materia.

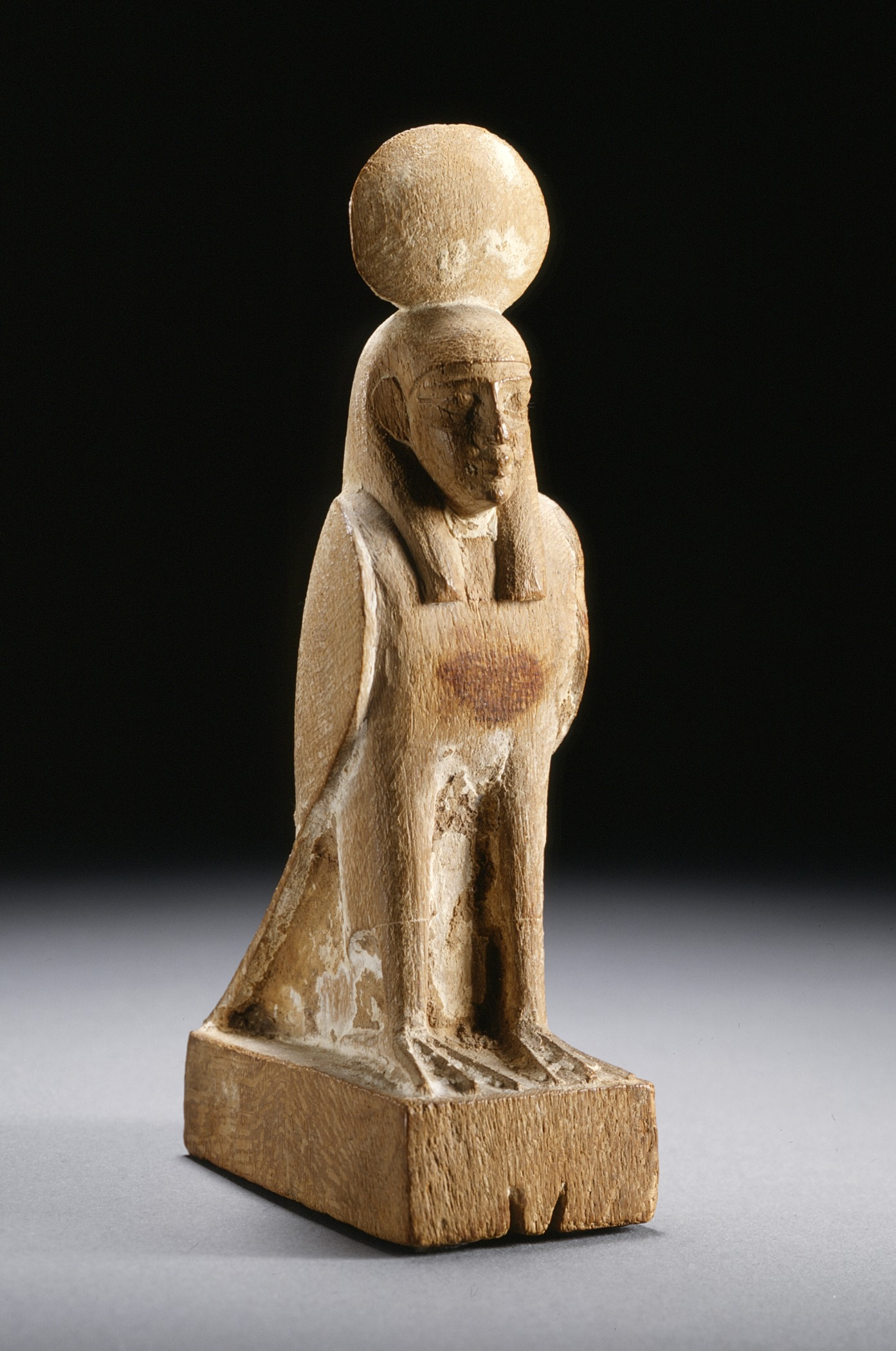
Representación del ba, uno de los componentes del espíritu humano.

### Preservación
Según las creencias egipcias, un efecto de la muerte era la desintegración de los kheperu, o modos de existencia, por lo que los rituales funerarios servían para reintegrar estos diferentes aspectos del ser.
La momificación preservaba y transformaba el cuerpo físico en un sah, una forma idealizada con aspectos divinos.
El Libro de los muertos contiene sortilegios, como el 154, destinados a preservar el cuerpo del fallecido y muchos de ellos debían ser recitados durante el proceso de momificación.
El corazón, considerado como aspecto del ser con inteligencia y memoria, también era protegido con sortilegios, y si se daba el caso de que el corazón físico hubiera resultado dañado, era común enterrar escarabeos enjoyados junto al cuerpo para servir como su reemplazo.
El ka, la fuerza vital, permanecía en la tumba con el cuerpo muerto y requería el sustento de las ofrendas de comida, agua o incienso. En el caso de que los sacerdotes o los familiares no incluyeran estas ofrendas, el sortilegio 105 aseguraba la satisfacción del ka.
El nombre del fallecido, que constituía su individualidad y era requerido para su existencia continua, era escrito en varios lugares a lo largo del libro y el sortilegio 25 se cercioraba de que el difunto recordaba su propio nombre.
El ba era la fuerza anímica del muerto y era este, representado como un ave con cabeza humana, el que podía «salir al día» desde la tumba. Los sortilegios 61 y 89 actuaban para preservarlo.
Finalmente, la sombra del difunto era salvaguardada por los sortilegios 91, 92 y 188.
Si todos estos aspectos de la persona se preservaban, saciaban y recordaban de distintas maneras, entonces el difunto podía vivir en la forma de un aj, un espíritu bendecido con poderes mágicos que podía morar entre los dioses.

### Más allá
La naturaleza del más allá que disfrutaban los fallecidos es difícil de definir, sobre todo por las diferentes tradiciones dentro de la antigua religión egipcia.
En el Libro de los muertos los difuntos eran llevados ante la presencia del dios Osiris, deidad confinada en la Duat del inframundo.
Había sortilegios destinados a que el ba o el aj del fallecido se unieran a Ra en el viaje por el cielo en su barca solar y le ayudara a luchar contra Apep.
Además de la unión con los dioses, el Libro de los muertos también describe a los muertos vivientes en el Campo de Juncos, una versión paradisíaca, abundante y exuberante del Egipto real, en la que había campos, cosechas, ríos, animales y gente.
Al fallecido se lo veía encontrándose con la Gran Enéada, un grupo de dioses, así como con sus propios parientes. Aunque el Campo de Juncos se entendía como placentero y generoso, allí era necesario trabajar, razón por la cual en los enterramientos se incluían numerosas pequeñas estatuas llamadas ushebti que iban inscritas con sortilegios, también incluidos en el Libro de los muertos, y cuya función era hacer cualquier trabajo manual que el fallecido necesitara en la otra vida.
Los difuntos no solo iban al lugar en que moraban los dioses, sino que también adquirían características divinas, razón por la que en el Libro de los muertos se les menciona en numerosas ocasiones como «El Osiris-[nombre]».

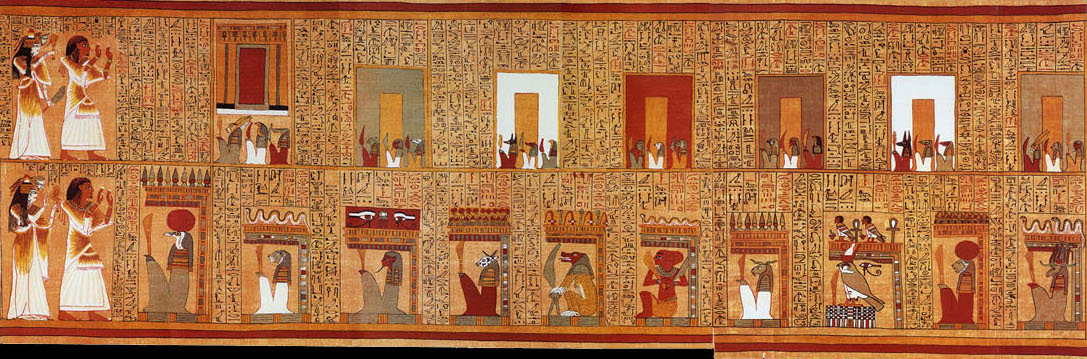
En el registro superior, Ani y su esposa encaran las «Siete puertas de la Casa de Osiris». A continuación, se encuentran diez de los veintiún «misteriosos portales de la Casa de Osiris en el Campo de Juncos». Todos están protegidos por temibles guardianes.

Según describe el Libro de los muertos, el camino hacia el más allá estaba plagado de dificultades. A los fallecidos se les requería atravesar una serie de puertas, cavernas y montañas vigiladas por criaturas sobrenaturales y aterradoras que iban armadas con enormes cuchillos.
Son representadas con formas grotescas, normalmente con cuerpos humanos y cabezas animales, o con la combinación de diferentes bestias. Sus nombres, como por ejemplo «El que vive entre las serpientes» o «El que baila en sangre», son igualmente grotescos. Estas criaturas debían ser pacificadas con la recitación de los sortilegios adecuados incluidos en el Libro de los muertos, destinados a eliminar su amenaza e incluso pasar a gozar de su protección.
Otro tipo de criaturas sobrenaturales eran los «asesinos», que mataban a los injustos en nombre de Osiris. El libro aleccionaba a su propietario para escapar de su atención.
Además de estas entidades sobrenaturales, había otras amenazas de animales reales o imaginarios, como cocodrilos, serpientes o escarabajos.

### Juicio
Si todos los obstáculos de la Duat eran salvados, el fallecido era juzgado en el ritual del «pesaje del corazón», descrito en el famoso Sortilegio 125.
El fallecido era guiado por el dios Anubis ante la presencia de Osiris, donde debía jurar que no había cometido ningún pecado de una lista de 42, mediante la recitación de un texto conocido como la «Confesión negativa».
Entonces el corazón del difunto era pesado en una balanza contra la diosa Maat, que encarnaba la verdad y la justicia. Esta diosa era a menudo representada como una pluma de avestruz, el signo jeroglífico de su nombre.
En este punto existía el riesgo de que el corazón del difunto diera testimonio y revelara los pecados cometidos en vida, aunque el sortilegio 30B prevenía esto.
Si la balanza permanecía en equilibrio significaba que el fallecido había llevado una vida ejemplar, tras lo que Anubis le llevaría hasta Osiris y podría encontrar su sitio en el más allá, convirtiéndose en maa-kheru (que significa ‘reivindicado’ o ‘justo de voz’.
Si el corazón no estaba en equilibrio con Maat, lo esperaba la temible bestia Ammyt, la Devoradora, lista para engullirlo y mandar la vida de la persona en el más allá a un cercano y poco placentero final.

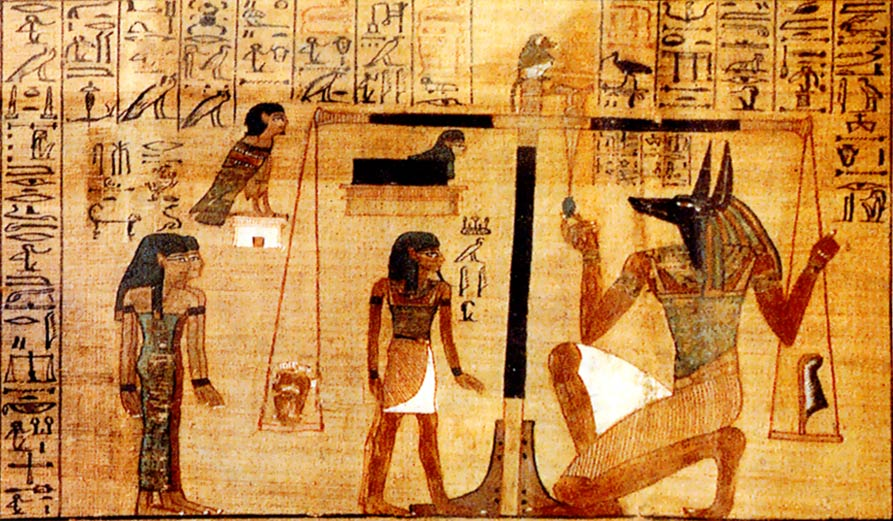
Ritual del «pesaje del corazón» por parte de Anubis. Sortilegio 125 del Papiro de Ani.

Esta escena no es solo remarcable por su intensidad, sino porque también es uno de los pocos pasajes del Libro de los muertos con un contenido moral explícito.
El juicio del difunto y la  onfesión negativa eran una representación del código moral convencional que rigió la sociedad egipcia.
Mientras que los Diez Mandamientos de la ética judeocristiana son normas de conducta establecidas por revelación divina, la confesión negativa es más una aplicación de lo divino en la moralidad diaria.
Las opiniones difieren entre los egiptólogos sobre hasta qué punto la confesión negativa representa una moral absoluta, con la pureza ética necesaria para el progreso en la otra vida.
John Taylor señala que los textos de los sortilegios 30B y 125 sugieren una aproximación pragmática a la moralidad. Previniendo al corazón de contradecir con verdades inconvenientes, parece que el difunto podía entrar en el más allá, aunque su vida no hubiera sido enteramente pura.
Ogden Goelet dice que «sin una existencia moral y ejemplar, no había esperanza para un exitoso más allá», mientras que Geraldine Pinch sugiere que la confesión negativa es esencialmente similar a los sortilegios protectores de los demonios, y el éxito del «pesaje del corazón» dependía más del conocimiento místico de los verdaderos nombres de los jueces que de la correcta conducta moral del fallecido.

## Creación de un libro de los muertos

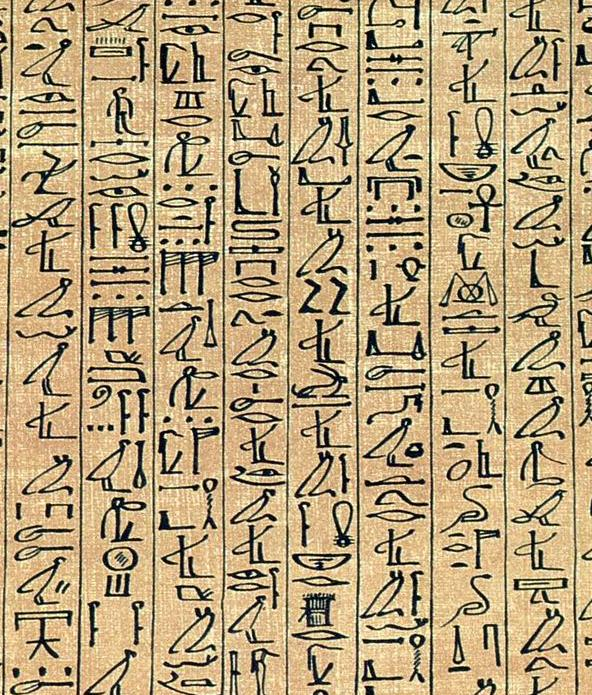
Detalle de una hoja del Papiro de Ani, en escritura jeroglífica cursiva.

Un papiro del Libro de los muertos era creado por escribas, a los que la gente se los encargaba en preparación de su propio funeral, o por familiares de alguien recién fallecido. Eran artículos caros, pues una fuente da un precio de un deben de plata para un rollo del Libro, más o menos el salario anual de un trabajador.
El papiro en sí era costoso y en muchas ocasiones se reutilizaba para el papeleo cotidiano y también para crear un libro de los muertos, creando palimpsestos.
La mayoría de propietarios de libros de los muertos eran miembros de la élite social, e inicialmente solo estaban reservados para los componentes de la familia real.
Más tarde han sido hallados en las tumbas de escribas, sacerdotes y funcionarios. Sus poseedores solían ser hombres, y generalmente las viñetas incluyen también el retrato de sus esposas.
Si en los primeros tiempos de la creación del Libro de los muertos había solo una copia perteneciente a una mujer por diez pertenecientes a hombres, durante el tercer período intermedio dos tercios correspondían a mujeres. En la etapa ptolemaica, en cambio, solo un tercio de los libros elaborados con escritura hierática tenían propietarias femeninas.
Las dimensiones de un libro de los muertos variaban ampliamente, pues los más cortos rondan un metro mientras que los más largos se acercan a los 40 metros. Están creados con hojas de papiro unidas cuya anchura varía de los 15 a los 45 cm.
Los escribas que los elaboraban ponían bastante más cuidado en su escritura que en la de los documentos mundanos, y tenían gran cuidado de enmarcar el texto en sus márgenes y así evitar escribir en las uniones de las hojas.
Las palabras peret em heru (‘salida al día’) aparecen algunas veces en el reverso de los papiros, tal vez actuando como un título.
Normalmente los libros de los muertos eran prefabricados en los talleres funerarios y en ellos se dejaban espacios en blanco para añadir después el nombre del fallecido.
Por ejemplo, en el Papiro de Ani, el nombre de «Ani» aparece en la parte superior o inferior de una columna, o inmediatamente después de una rúbrica para introducirlo a él como el pronunciador de un bloque de texto. Su nombre aparece manuscrito en el resto del papiro, aunque en algunos casos está mal escrito o ni siquiera aparece.

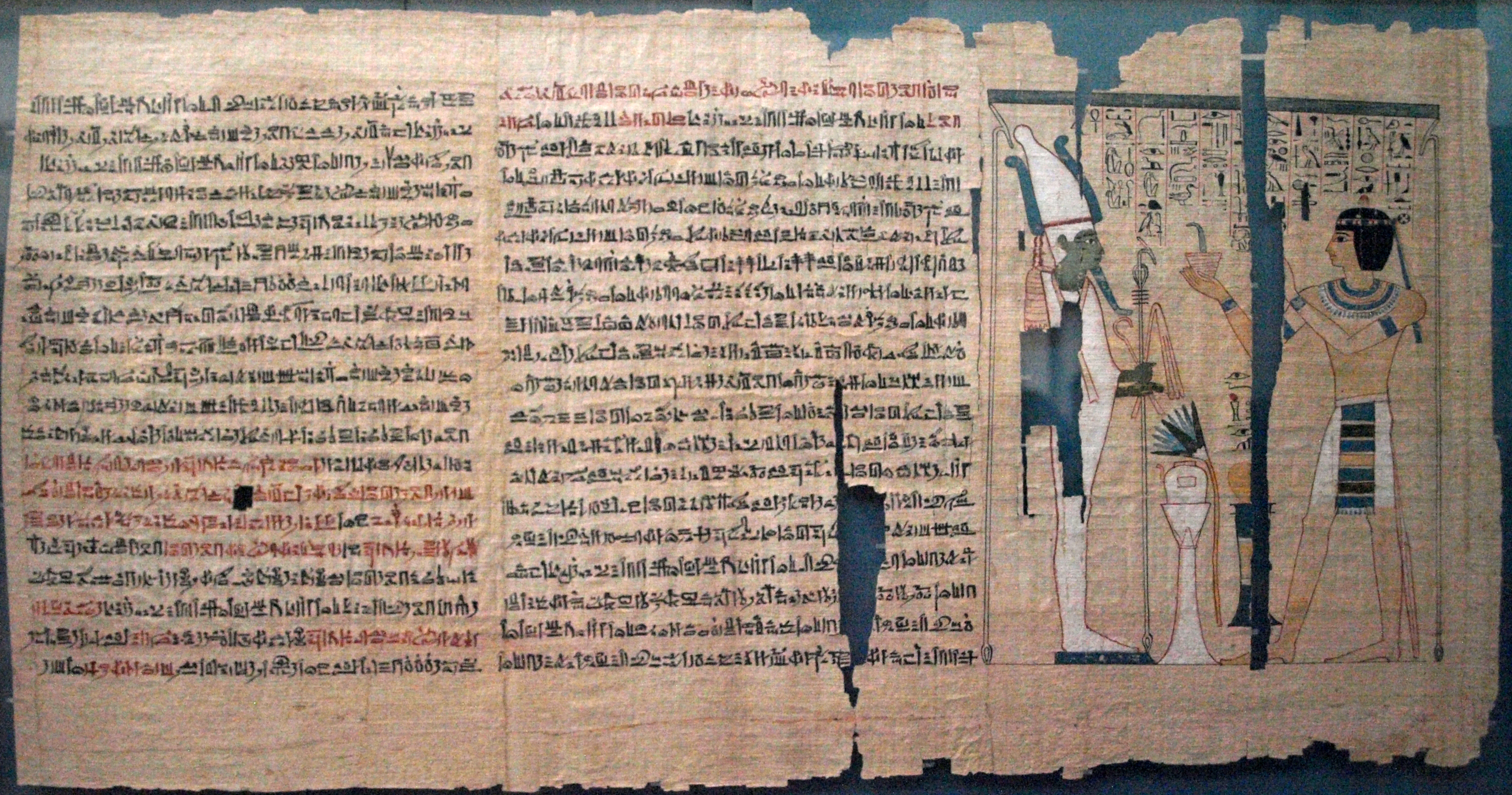
Libro de los muertos de Pinedyem II. El texto está escrito en egipcio hierático, y el que acompaña al dibujo en jeroglíficos. También se aprecian el uso del pigmento rojo y las uniones entre los papiros.

El texto de un libro de los muertos durante el Imperio nuevo estaba normalmente escrito en jeroglíficos en cursiva, de izquierda a derecha y en algunos casos de derecha a izquierda. Los jeroglíficos se disponían en columnas separadas por líneas negras, una disposición muy similar a la de los textos grabados en paredes de tumbas y monumentos.
Las ilustraciones se disponían en viñetas encima, debajo o entre las columnas de texto, aunque las de mayor tamaño ocupan todo un papiro.
Las tintas para el texto eran tanto negras como rojas, con independencia de si se trataba de jeroglífico o escritura hierática, aunque predominaba el color negro y el rojo se reservaba para títulos de sortilegios, aperturas y cierres de capítulos, instrucciones para realizar los hechizos correctamente o los nombres de criaturas peligrosas como el dios Apep.
La tinta negra se elaboraba con carbón y la tinta roja con ocre, en ambos casos aglutinados con agua.
A partir de la dinastía XXI se encuentran más copias de libros elaborados con escritura hierática, similar a la de otros manuscritos del Imperio nuevo, elaborados con líneas horizontales anchas. A menudo la anchura de las líneas está en proporción con la de la hoja de papiro, y ocasionalmente los libros de los muertos en hierático contienen también partes en jeroglífico.
El estilo y naturaleza de las viñetas usadas para ilustrar los Libros difieren ampliamente, pues algunos contienen ricas ilustraciones en color que en determinados casos llegan a incluir pan de oro. Otros solo contienen dibujos o una simple ilustración al principio.
Los papiros del Libro de los muertos eran el resultado del trabajo solapado de varios escribas y artistas, y a veces es posible distinguir el estilo de escritura de varios amanuenses en un solo papiro.
Algunos libros contienen solo texto y espacios en blanco para unas ilustraciones que nunca se le llegaron a añadir.

## Descubrimiento, traducción, interpretación y publicación

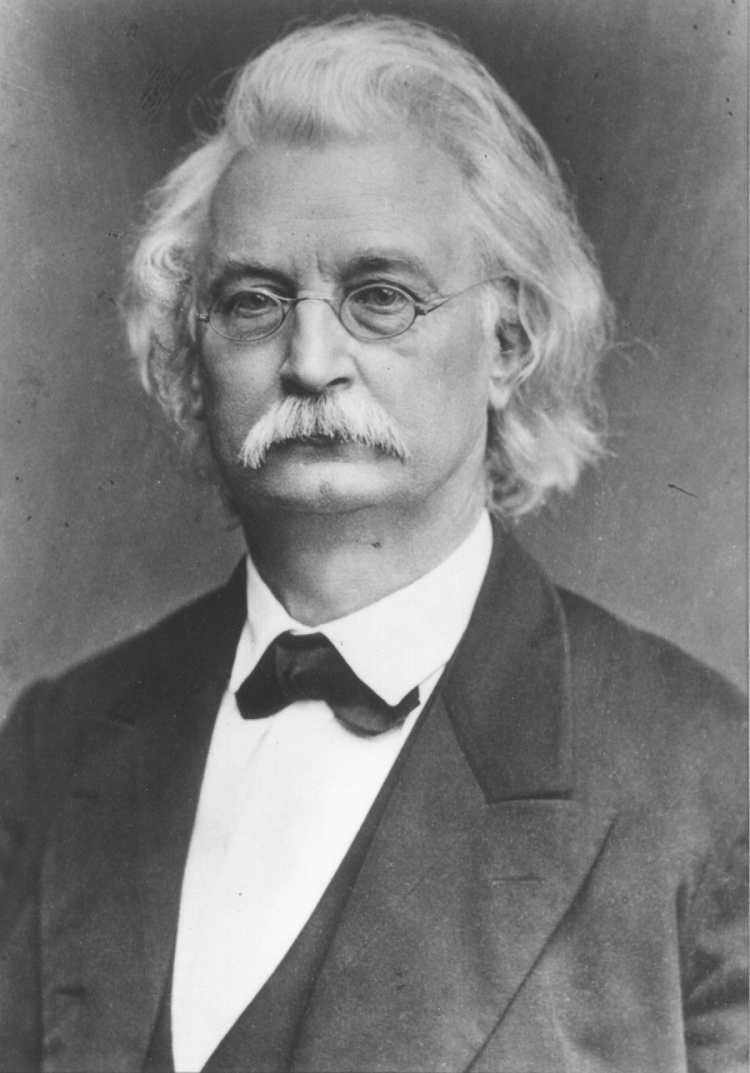
Karl Richard Lepsius, primer traductor de un manuscrito completo del Libro de los muertos.

La existencia del Libro de los muertos era ya conocida en la Edad Media, mucho antes de que su contenido pudiera ser entendido. Desde que fue descubierto en tumbas quedó claro que su temática era religiosa, lo que condujo a una errónea idea generalizada de que se trataba de un equivalente de la Biblia o el Corán.
El primer facsímil moderno del libro fue producido en 1805 e incluido en la Description de l’Égypte del equipo de la expedición de Napoleón a Egipto.
En 1822 Jean Francois Champollion comenzó a traducir el texto jeroglífico y, tras examinar algunos de los papiros del Libro de los muertos, lo identificó como un ritual funerario.
En 1842 Karl Richard Lepsius publicó la traducción de un manuscrito datado en la época ptolemaica con el título de Das todtenbuch der ägypter (‘el libro de la muerte de los egipcios’), acuñando así el nombre con que es conocido en la actualidad. También identificó 165 sortilegios e introdujo el sistema para numerarlos que todavía está en uso.
Lepsius promovió la idea de una edición comparativa del libro sobre la base de todos los manuscritos relevantes, proyecto que fue realizado por Édouard Naville entre 1875 y 1886 con el resultado de un trabajo de tres volúmenes que incluía una selección de viñetas para cada uno de los 186 sortilegios incluidos, las variaciones de texto para cada uno y comentarios.
En 1876, Samuel Birch, del Museo Británico, publicó una copia fotográfica del Papiro de Nebseny.
El trabajo de Ernest Wallis Budge, sucesor de Birch en el Museo Británico, sigue siendo muy consultado, pues incluye tanto la edición en jeroglífico como en inglés, aunque esta última se considera inexacta y desactualizada.
Los análisis posteriores de nuevos lib5ro de los muertos han hallado nuevos sortilegios, y el número actual asciende a 192.
El trabajo de investigación en el Libro de los muertos siempre ha planteado problemas técnicos debido a la necesidad de copiar largos textos jeroglíficos, que inicialmente eran reproducidos a mano con la ayuda de papel de calco o una cámara lúcida.
A mediados del siglo XIX las fuentes jeroglíficas se trasladaron a reproducciones litográficas para hacer más factible la reproducción de manuscritos.
En la actualidad los jeroglíficos pueden ser renderizados en un software de edición, lo que unido a la tecnología de impresión digital ha reducido considerablemente el precio de publicación de un Libro de los muertos. Sin embargo, gran parte del material original almacenado en los museos permanece inédito.

### Cronología

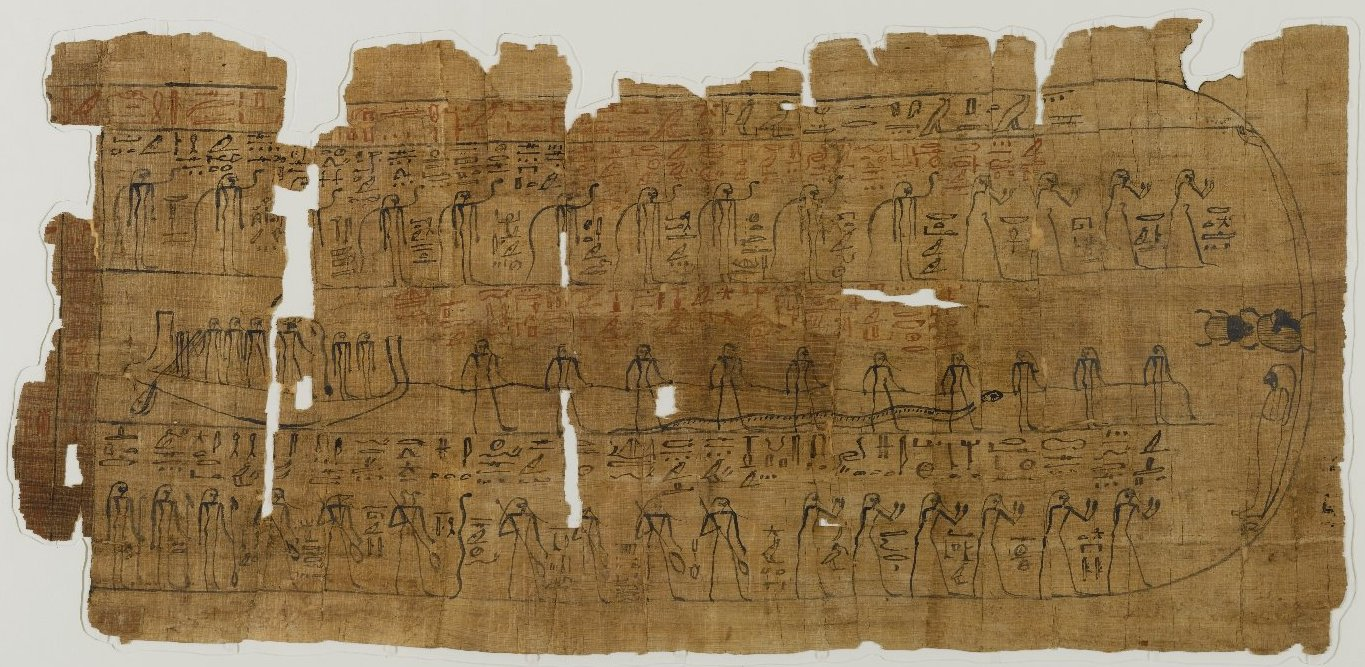
Hoja de un Libro de los muertos, c. 1075-945 a. C., 37.1699E, Museo Brooklyn.

- c. 3150 a. C.: primeros jeroglíficos conservados en pequeños sellos de la tumba de un faraón enterrado en Abidos.
- c. 3000 a. C.: inicio de las dinastías numeradas de faraones del antiguo Egipto.
- c. 2345 a. C.: primera pirámide real, del faraón Unis, que contiene Textos de las Pirámides, precursores tallados en piedra de los textos de los posteriores Libros de los muertos
- c. 2100 a. C.: primeros Textos de los sarcófagos, desarrollados a partir de los Textos de la Pirámides. Muchos sortilegios del Libro de los muertos derivan de estos.
- c. 1600 a. C.: primeros sortilegios del Libro de los muertos, en el sarcófago de la reina Monthuhotep, descendiente de los faraones del Imperio Nuevo de Egipto.
- c. 1550 a. C.: de entonces hasta el inicio del Imperio Nuevo se usan copias en papiro del Libro de los muertos en lugar de inscribir los textos sobre las paredes de las tumbas.
- c. 600 a. C.: fecha aproximada en que se fijó una estructura canónica para los sortilegios.
- Siglo II d. C.: posiblemente se producen las últimas copias del Libro de los muertos, aunque es una época poco conocida.
- 313 d. C.: el cristianismo se extiende por Egipto.
- 1798: la invasión de Egipto por Napoleón Bonaparte aviva el interés europeo por el antiguo Egipto. En 1799, el artista Vivant Denon elaboró una copia del Libro de los muertos.
- 1805: J. Marc Cadet lo publica por primera vez sobre 18 planchas con el título de Copie figurée d'un Roleau de Papyrus trouvé à Thèbes dans un Thombeau des Rois, accompagnèe d'une notice descriptive, Paris, Levrault.
- 1822: Jean-François Champollion anuncia la clave para descifrar la escritura jeroglífica.
- 1842: Karl Richard Lepsius publica el primer gran estudio sobre el Libro de los muertos, numera los sortilegios y los capítulos y acuña el nombre de Libro de los muertos.[61]